# Byron Rourke
Pour les articles homonymes, voir Rourke.
Byron Rourke (18 juin 1939 - 10 août 2011) est un neuropsychologue et professeur canadien. Il est connu pour ses travaux pionniers dans le domaine des troubles de l'apprentissage.

## Revues
- Aging and Cognition
- Clinical Child Psychology
- Journal of Clinical Neuropsychology
- The Clinical Neuropsychologist

## Honneurs
- Bourse  Woodrow-Wilson, 1962
- Prix de l'excellence de l'Université de Windsor, 1994
- Membre de la Société royale du Canada, 1997
- Who's Who du Canada, 1998
- Médaille Innis-Gérin, 2001
- Doctorat honoris causa en droit de l'Université de Windsor, 2004